# Tanaostigmodes latiscapus
Tanaostigmodes latiscapus är en stekelart som beskrevs av Lasalle 1987. Tanaostigmodes latiscapus ingår i släktet Tanaostigmodes och familjen Tanaostigmatidae. Inga underarter finns listade i Catalogue of Life.